# Jurgita Štreimikytė-Virbickienė

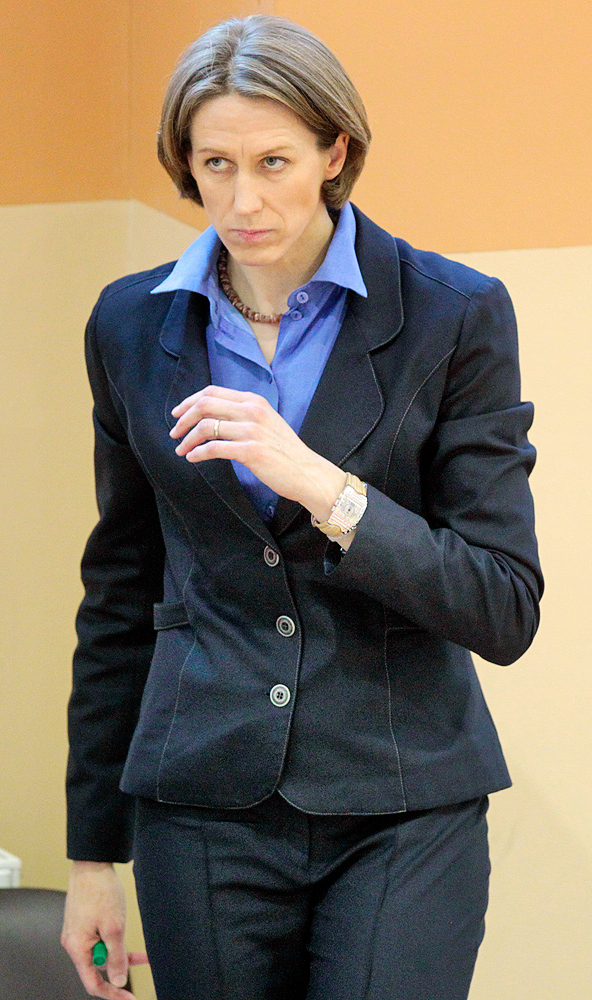

Jurgita Štreimikytė-Virbickienė, née le 14 mai 1972 à Alytus, est une joueuse lituanienne de basket-ball, évoluant au poste d'ailière.

## Biographie
Elle devient assistant coach (2010-2013) puis entraîneuse (depuis 2013) de VIČI-Aistės Kaunas. En 2022, elle intègre le FIBA Hall of Fame.

## Club

### WNBA
- 2000, 2001, 2005 : Fever de l'Indiana

## Palmarès

### Club
- Vainqueure de l'Euroligue 2009

### Sélection nationale
- Jeux olympiques d'été
- Championnat du monde de basket-ball féminin
  - 6e du Championnat du monde 2006 au Brésil
  - 6e du Championnat du monde 1998 en Allemagne
- championnat d'Europe
  -  Médaille d'or du Championnat d'Europe 1997 en Hongrie

### Distinction personnelle
- Membre du FIBA Hall of Fame depuis 2022[2]